# Ulrik Laursen
Pour les articles homonymes, voir Laursen.
Ulrik Laursen (né le 28 février 1976) est un footballeur danois

## Biographie
Il est formé à l'OB Odense, avant de partir en Écosse. Il joue pendant deux saisons au Hibernian FC d'Edimbourg, de 2000 à 2002. En juin 2002, il signe au Celtic FC. Il reste au club de Glasgow jusqu'en mai 2005 où il est laissé libre et a essentiellement évolué au poste d'arrière gauche. Il retourne ensuite au Danemark dans son club formateur d'OB Odense. En 2006, il a disputé la coupe UEFA après avoir sorti Hibernian en finale de la coupe Intertoto. OB Odense a fini 4e de sa poule lors du 2e tour de la coupe UEFA 2006-2007. Il porte le maillot du FC Copenhague de 2008 à 2010.